# 全八段戦
全八段戦（ぜんはちだんせん）またはオール八段戦は、1952年から1955年まで開催された読売新聞社主催の将棋の一般棋戦である。主催紙を冠して読売全八段戦とも言う。
同名の棋戦はこれ以前にも何度も開催されているが、日本将棋連盟の公式棋戦となっているのは、1952年設立の全八段戦である。

## 概要
読売新聞社は1948年から全日本選手権戦を主催しており、1950年からは全日本選手権戦内の下位棋戦として九段戦を開催していた。
読売新聞はさらなる将棋界への進出を目指し、1952年に「全日本選手権戦と並ぶ二大行事」と銘打って全八段戦を新設した。読売新聞の紙面には全日本選手権戦（九段戦）と全八段戦の棋譜を交互に掲載するようになった。
出場資格は、当時の最高段位であった八段の全棋士であり、トーナメント方式で争われた。1954年からは決勝戦で三番勝負が行われた。
1956年に全日本選手権戦が改組され、新たな九段戦となったのに併せて、全八段戦もこれに統合され、消滅した。

## 歴代トーナメント
| - 色付きが優勝者。 - ○●は優勝者から見た勝敗。 |

| 回 | 年度   | 優勝者     | 勝敗 | 準優勝者 |
| -- | ------ | ---------- | ---- | -------- |
| 1  | 1952年 | 大山康晴   | ○    | 升田幸三 |
| 2  | 1953年 | 高島一岐代 | ○    | 大野源一 |
| 3  | 1954年 | 板谷四郎   | ○○   | 塚田正夫 |
| 4  | 1955年 | 升田幸三   | ○○   | 大山康晴 |